# Мидл-Замбези
Мидл-Замбези — биосферный резерват в Зимбабве в среднем течении реки Замбези. Статус биосферного резервата был получен в 2010 году. Территория резервата включает национальный парк Мана-Пулс, а также сафари парки, которые также входят в список объектов всемирного наследия ЮНЕСКО с 1984 года.

## Физико-географические характеристики
Резерват расположен в среднем течении реки Замбези на южном берегу. После водохранилища Кариба река течёт 178 км на восток по рифтовой долине, зажатой с двух сторон эскарпментами, максимальная высота которых достигает 1299 метров в Зимбабве и 1286 метров в Замбии. В среднем течении ширина реки достигает двух километров с большим количеством песчаных островов. Площадь долины на стороне Зимбабве составляет около 6825 км².
Высота над уровнем моря: 1200м — 300м.
Национальный парк Мана-Пулс, расположенный на территории резервата, охраняет единственные затопляемые луга в среднем течении реки.

## Флора и фауна
Растительный мир долины разнообразен. На дне долины доминируют мопане, комбретум и терминалии. Для питаемых рекой территорий характерны Faidherbia, встречаются также колбасное дерево, лонхокарпус и Trichilia. Смешанные леса долины с богатым подлеском. Основные виды: птерокарпус, Xeroderris, коммифора, берхемия, комбретум и акация. Большая часть угодий резервата охраняется государством, но 50 км² находятся в коммерческом использовании.
На территории резервата обитают такие редкие виды как чёрный носорог, гиеновидная собака и ньяла. Все чёрные носороги были переселены с территории парка в 1984—1994 годы. Кроме того в парке много бегемотов и крокодилов.
На территории резервата обитает более 400 видов птиц. Из них более 50 видов хищников, в том числе 12 видов орлов, 6 видов грифов, совы, около 90 видов водоплавающих. Только на берегах Замбези гнездится более 10 тысяч особей карминной щурки. Особый интерес для орнитологов представляют африканский водорез, Glareola nuchalis, Ardeola rufiventris, белошейный аист, Vanellus albiceps, каравайка, африканский блестящий чирок и Burhinus vermiculatus. К редким видам относятся Ardeola idae, красный фламинго и малый фламинго.
Несколько лет назад в парке ещё обитала муха цеце, которая служила естественной охраной территории от человеческого вмешательства.

## Взаимодействие с человеком

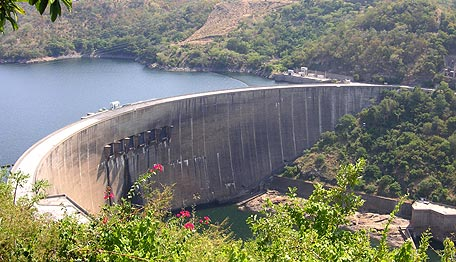
Дамба Кариба

В базе данных всемирной сети биосферных резерватов указаны следующие координаты центра заповедника: 16°10′ ю. ш. 29°20′ в. д.. Согласно концепции зонирования резерватов общая площадь территории, которая составляет 28 793 км², разделена на две основные зоны: ядро — 3604 км², буферная зона — 22 190 км². Зона сотрудничества отсутствует, но ведутся переговоры о её создании. Территория резервата поделена на два ядра и одиннадцать буферных зон. На северном берегу реки расположены природоохранные зоны Замбези.
В центре резервата находится национальный парк Мана-Пулс, западнее которого расположен сафари парк Хурунгве, а восточнее — Сапи и Чеворе, на которых разрешена контролируемая охота. На территории резервата проживает более 40 тысяч человек. В ядре резервата работают только сотрудники парка, а в зонах сафари, где разрешена лицензионная охота, находится не более 50 человек.